# The Drain

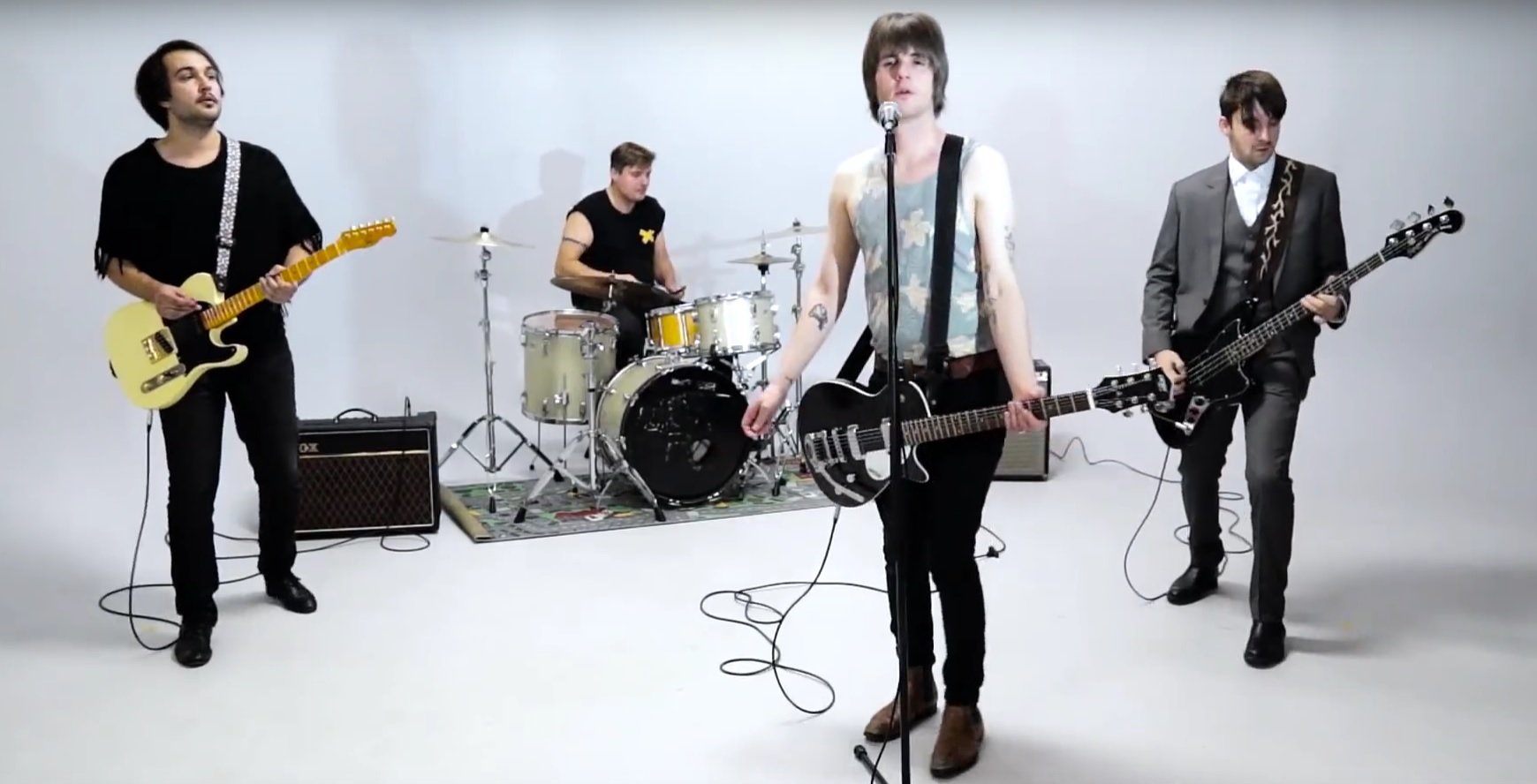
Kapela The Drain

The Drain je pražská glamrocková kapela, která vznikla v roce 2007. V roce 2016 vydali své nejnovější album Bangolia, které produkoval významný americký producent Greg Gordon.

## Historie
Kapela vznikla v Českých Budějovicích již v roce 2007, kdy nahrála první demo skladby. Ty se na alternativní scéně těšily velkému úspěchu, což dokazuje 1. místo v hitparádě Radia Music Oasis, nebo druhé místo v hitparádě serveru i-legalne.cz. V této době se The Drain vydali na tour společně s londýnskou kapelou The Foxes.
Velké změny přišly v roce 2009, kdy se kapela přesunula do Prahy. Při této příležitosti se značně obměnilo složení kapely a The Drain začali připravovat debutové album „Get Back To The Swamps, Death!“, které vyšlo v roce 2010 na labelu Drug me Records.
Po vydání tohoto alba kapela koncertovala v klubech po celé České republice. Krátce poté, v roce 2011, vydali The Drain druhou desku s názvem „Boy Boy Girl Girl Boy“.
Zlom přišel v roce 2013, kdy kapela vydala album s názvem "We, Love, We.“ Podle slov frontmana kapely, Daniela Šubrta, se The Drain právě na této desce poprvé definovali. Našli si totiž svůj vlastní styl, který je postavený na mohutném kytarovém „soundu“, ve kterém se mísí prvky glam rocku a garage rocku. Album bylo nahrané ve studiu Golden Hive v Praze pod vedením zvukaře a producenta Amaka Golden, kterého sami The Drain označují za nejlepšího studiového zvukaře v České republice. O mix se postaral rovněž Amak Golden ve spolupráci s Jiřím Tomáškem.
V létě roku 2016 hráli The Drain na řadě českých i zahraničních hudebních festivalů.
16. srpna 2016 postihla The Drain smutná událost. Zemřel baskytarista kapely Přemysl Černík, mimo jiné také spoluzakladatel multižánrového festivalu Mighty Sounds.
V roce 2016 vydali The Drain zatím svoji nejnovější desku „Bangolia“, kterou produkoval americký producent Greg Gordon. Deska byla nahrána opět v pražském Golden Hive studiu ve spolupráci Grega Gordona a Amaka Golden za asistence Jiřího Schmitzera. Kvůli mixu desky se frontman Daniel Šubrt vydal do soukromého domácího studia Wood Hollow producenta Grega Gordona v městečku Sewickley blízko Pittsburghu. Greg Gordon má v portfoliu spolupráci s kapelami jako Red Hot Chilli Peppers, Oasis nebo System Of A Down. O mastering se postaral věhlasný Howie Weinberg, který v minulosti masteroval například desky Nevermind (Nirvana), Black Holes and Revelations (Muse), Master of Puppets (Metallica) nebo Louder Than Love (Soundgarden).
Bangolia obsahuje devět písní, ve kterých se prolíná megalomanský glam-rock, punkový garage-rock a temný stoner-rock.

## Diskografie
Seznam vydaných písní:

### Get Back to the Swamps, Death! (2010)
| 01 | Here We Come 3:42           |
| 02 | I'm Just a Taylor 2:55      |
| 03 | Curly Flower Head 4:19      |
| 04 | Question of J.P. 3:45       |
| 05 | Banana Split 5:09           |
| 06 | Make Love 3:55              |
| 07 | Screw the Driver 2:50       |
| 08 | Kissing Little Boys 4:51    |
| 09 | Lie to Me 6:39              |
| 10 | Kick the Habit 3:47         |
| 11 | And the Death Has Gone 4:13 |

### Boy Boy Girl Girl Boy (2011)
| 01 | Keep You Satisfied 3:40       |
| 02 | Oh Suzy, Com Home to Me 2:24  |
| 03 | The Charade Goes On 4:12      |
| 04 | Ah! 3:37                      |
| 05 | Worn Away by the Weather 3:30 |

### We, Love, We (2013)
| 01 | Give Me Some Morphine 3:24   |
| 02 | Love Myself 3:20             |
| 03 | Missing Out 3:11             |
| 04 | White River, Black Snow 3:51 |
| 05 | Give It A Go 2:47            |
| 06 | Fuck You! Kill You! 2:58     |
| 07 | Vanmpire Bar 3:33            |
| 08 | Casual Afternoon 3:38        |
| 09 | We Are Fucking Awesome 7:43  |

### Bangolia (2016)
| 01 | Spank A Skank And Bang 3:27   |
| 02 | C.N.T. 3:48                   |
| 03 | Do As We Please 3:51          |
| 04 | Be My Salieri 4:14            |
| 05 | Wonderbird 6:29               |
| 06 | Old Willie & Mrs. G 4:14      |
| 07 | Up There With The Devils 4:45 |
| 08 | Running Away 3:35             |
| 09 | Bangolia 7:42                 |

## Videoklipy
The Drain natočili videoklipy k písním Give It A Go, Missing Out a Love Myself z alba We, Love, We a poté Spank A Skank And Bang z alba Bangolia. Od začátku roku 2016 režíruje kapele klipy Kateřina Husáková, studentka režie na Filmové akademii Miroslava Ondříčka v Písku. Její klipy k písním Love Myself a A Spank A Skank And Bang jsou inspirované stylem vystupování kapely při koncertech.

## Členové
Členové kapely jsou celkem čtyři:
- Daniel Šubrt - zpěv, kytara, piano
- Marek Mik - kytara
- David Petroušek - bicí
- Jan Všetečka - basa